# Lekkoatletyka na Letnich Igrzyskach Olimpijskich 1928 – bieg na 110 m przez płotki mężczyzn
Bieg na 110 metrów przez płotki mężczyzn – był jedną z konkurencji lekkoatletycznych rozgrywanych podczas IX Letnich Igrzysk Olimpijskich. Zawody odbyły się w dniach 31 lipca - 1 sierpnia 1928 roku  na Stadionie Olimpijskim w Amsterdamie.

## Terminarz
| Data            |            |
| --------------- | ---------- |
| 31 lipca 1928   | Eliminacje |
| 31 lipca 1928   | Półfinały  |
| 1 sierpnia 1928 | Finał      |

## Wyniki

### Eliminacje
Po dwóch najlepszych zawodników z każdego biegu zakwalifikowało się do półfinałów.

#### Bieg 1
| Pozycja | Zawodnik         | Państwo        | Czas | Uwagi |
| ------- | ---------------- | -------------- | ---- | ----- |
| 1.      | Gabriel Sempé    | Francja        | 15,0 | Q     |
| 2.      | Otakar Jandera   | Czechosłowacja | b.d. | Q     |
| 3.      | Armand Lepaffe   | Belgia         | b.d. |       |
| 4.      | Lothar Albrich   | Rumunia        | b.d. |       |
| -       | Valerio Vallanía | Argentyna      | DSQ  |       |

#### Bieg 2
| Pozycja | Zawodnik         | Państwo           | Czas | Uwagi |
| ------- | ---------------- | ----------------- | ---- | ----- |
| 1.      | Carl Ring        | Stany Zjednoczone | 15,0 | Q     |
| 2.      | Johannes Viljoen | Południowa Afryka | b.d. | Q     |
| 3.      | Ludwig Wessely   | Austria           | b.d. |       |
| 4.      | Arie Kaan        | Holandia          | b.d. |       |
| 5.      | Otto Schöpp      | Rumunia           | b.d. |       |

#### Bieg 3
| Pozycja | Zawodnik               | Państwo           | Czas | Uwagi |
| ------- | ---------------------- | ----------------- | ---- | ----- |
| 1.      | George Weightman-Smith | Południowa Afryka | 14,8 | Q     |
| 2.      | Robert Marchand        | Francja           | b.d. | Q     |
| 3.      | Albert Andersson       | Szwecja           | b.d. |       |
| 4.      | Wilfrid Kalaugher      | Nowa Zelandia     | b.d. |       |

#### Bieg 4
| Pozycja | Zawodnik       | Państwo           | Czas | Uwagi |
| ------- | -------------- | ----------------- | ---- | ----- |
| 1.      | Steve Anderson | Stany Zjednoczone | 15,0 | Q     |
| 2.      | Eric Wennström | Szwecja           | b.d. | Q     |
| 3.      | Alister Clark  | Irlandia          | b.d. |       |
| 4.      | Douglas Neame  | Wielka Brytania   | b.d. |       |

#### Bieg 5
| Pozycja | Zawodnik         | Państwo           | Czas | Uwagi |
| ------- | ---------------- | ----------------- | ---- | ----- |
| 1.      | Leighton Dye     | Stany Zjednoczone | 15,0 | Q     |
| 2.      | Sidney Atkinson  | Południowa Afryka | b.d. | Q     |
| 3.      | Erik Kjellström  | Szwecja           | b.d. |       |
| 4.      | Arie van Leeuwen | Holandia          | b.d. |       |

#### Bieg 6
| Pozycja | Zawodnik            | Państwo         | Czas | Uwagi |
| ------- | ------------------- | --------------- | ---- | ----- |
| 1.      | Bernard Lucas       | Wielka Brytania | 15,4 | Q     |
| 2.      | Hans Steinhardt     | Niemcy          | b.d. | Q     |
| 3.      | Alfredo Ugarte      | Chile           | b.d. |       |
| 4.      | René Joannes-Powell | Belgia          | b.d. |       |

#### Bieg 7
| Pozycja | Zawodnik        | Państwo           | Czas | Uwagi |
| ------- | --------------- | ----------------- | ---- | ----- |
| 1.      | John Collier    | Stany Zjednoczone | 15,0 | Q     |
| 2.      | Bengt Sjöstedt  | Finlandia         | 15,0 | Q     |
| 3.      | Giacomo Carlini | Włochy            | 15,9 |       |
| 4.      | Jan Britstra    | Holandia          | b.d. |       |

#### Bieg 8
| Pozycja | Zawodnik             | Państwo         | Czas | Uwagi |
| ------- | -------------------- | --------------- | ---- | ----- |
| 1.      | Fred Gaby            | Wielka Brytania | 15,2 | Q     |
| 2.      | Sten Pettersson      | Szwecja         |      | Q     |
| 3.      | Alf Watson           | Australia       |      |       |
| 4.      | Vangelis Moiropoulos | Grecja          | 15,6 |       |
| 5.      | Louis Lundgren       | Dania           | 15,7 |       |
| 6.      | Wojciech Trojanowski | Polska          | 16,0 |       |

#### Bieg 9
| Pozycja | Zawodnik            | Państwo          | Czas | Uwagi |
| ------- | ------------------- | ---------------- | ---- | ----- |
| 1.      | Yoshio Miki         | Japonia          | 15,4 | Q     |
| 2.      | David Burghley      | Wielka Brytania  |      | Q     |
| 3.      | Lau Spel            | Holandia         |      |       |
| 4.      | S. Abdul Hamid      | Indie Brytyjskie | b.d  |       |
| 5.      | José Palhares Costa | Portugalia       | b.d. |       |

### Półfinał
Pierwszych dwóch zawodników z każdego półfinału awansowało do finału.

#### Bieg 1
| Pozycja | Zawodnik         | Państwo           | Czas | Uwagi |
| ------- | ---------------- | ----------------- | ---- | ----- |
| 1.      | Leighton Dye     | Stany Zjednoczone | 14,8 | Q     |
| 2.      | Fred Gaby        | Wielka Brytania   | 14,9 | Q     |
| 3.      | Eric Wennström   | Szwecja           | 14,9 |       |
| 4.      | Hans Steinhardt  | Niemcy            | 15,3 |       |
| 5.      | Johannes Viljoen | Południowa Afryka | 15,4 |       |
| 6.      | Yoshio Miki      | Japonia           | b.d. |       |

#### Bieg 2
| Pozycja | Zawodnik        | Państwo           | Czas | Uwagi |
| ------- | --------------- | ----------------- | ---- | ----- |
| 1.      | Steve Anderson  | Stany Zjednoczone | 14,8 | Q     |
| 2.      | Sidney Atkinson | Południowa Afryka | 14,9 | Q     |
| 3.      | David Burghley  | Wielka Brytania   | 15,0 |       |
| 4.      | Bengt Sjöstedt  | Finlandia         | 15,1 |       |
| 5.      | Robert Marchand | Francja           | b.d. |       |
| 6.      | Otakar Jandera  | Czechosłowacja    | b.d. |       |

#### Bieg 3
| Pozycja | Zawodnik               | Państwo           | Czas | Uwagi |
| ------- | ---------------------- | ----------------- | ---- | ----- |
| 1.      | George Weightman-Smith | Południowa Afryka | 14,6 | Q     |
| 2.      | John Collier           | Stany Zjednoczone | 14,8 | Q     |
| 3.      | Sten Pettersson        | Szwecja           | 15,0 |       |
| 4.      | Carl Ring              | Stany Zjednoczone | b.d. |       |
| 5.      | Gabriel Sempé          | Francja           | b.d. |       |
| 6.      | Bernard Lucas          | Wielka Brytania   | b.d. |       |

### Finał
| Pozycja | Zawodnik               | Państwo           | Czas | Uwagi |
| ------- | ---------------------- | ----------------- | ---- | ----- |
| 1.      | Sidney Atkinson        | Południowa Afryka | 14,8 |       |
| 2.      | Steve Anderson         | Stany Zjednoczone | 14,8 |       |
| 3.      | John Collier           | Stany Zjednoczone | 14,9 |       |
| 4.      | Leighton Dye           | Stany Zjednoczone | 14,9 |       |
| 5.      | George Weightman-Smith | Południowa Afryka | 15,0 |       |
| 6.      | Fred Gaby              | Wielka Brytania   | 15,2 |       |